# Младеновац (футбольний клуб)
Молодіжний футбольний клуб Младеновац або просто Младеновац (серб. Omladinski fudbalski klub Mladenovac) — професійний сербський футбольний клуб з міста Младеновац. Зараз команда виступає в Сербській лізі Белград, третьому за силою чемпіонаті Сербії з футболу. Домашні матчі проводить на стадіоні «Селтерс», який вміщує 5 000 уболівальників. 

## Історія
Клуб заснований в 1924 році. У Вищій лізі Сербії клуб ніколи не грав, у Першій лізі провів в загалом шість сезонів, з 2001 по 2003, з 2005 по 2008 і з 2011 по 2012 роки, кращий результат 3-тє місце в своїй зоні в сезоні 2001/02 років, а в єдиній лізі (без зонального поділу) 11-те місце в сезоні 2006/07 років.

## Досягнення
- Сербська ліга Белград
  -  Чемпіон (2): 2004/05, 2010/11

## Статистика виступів у чемпіонатах
| Сезон    | Ліга        | М  | Іг | В  | Н  | П  | ЗМ | ПМ | О  |
| -------- | ----------- | -- | -- | -- | -- | -- | -- | -- | -- |
| 2004/05. | 2 - Белград | 1  | 34 | 20 | 7  | 7  | 66 | 34 | 67 |
| 2005/06. | 1 - Сербія  | 12 | 38 | 12 | 11 | 15 | 36 | 46 | 47 |
| 2006/07  | 1 - Сербія  | 11 | 38 | 15 | 10 | 13 | 55 | 43 | 55 |
| 2007/08  | 1 - Сербія  | 17 | 34 | 7  | 9  | 18 | 28 | 51 | 30 |
| 2008/09  | 2 - Белград | 13 | 30 | 8  | 11 | 11 | 24 | 37 | 35 |
| 2009/10  | 2 - Белград | 13 | 30 | 10 | 5  | 15 | 28 | 38 | 35 |
| 2010/11  | 2 - Белград | 1  | 29 | 19 | 9  | 1  | 54 | 16 | 66 |
| 2011/12  | 1 - Сербія  | -  | -  | -  | -  | -  | -  | -  | -  |

## Відомі гравці
- Маріо Джуровський
- Марко Блаич
- Предраг Говедариця
- Мілош Живкович
- Ненад Іняц
- Желько Любенович
- Нікола Милоєвич
- Марко Симич
- Дарко Божович

## Відомі тренери
- Драгослав Шекуларац